# Гіріджа Прасад Коїрала
Гиріджа Прасад Коїрала (गिरिजा प्रसाद कोइराला, 20 лютого 1925, Таді, Сахарса, Біхар, Британська Індія — 20 березня 2010, Катманду, Непал) — непальський політичний діяч, прем'єр-міністр Непалу з 26 травня 1991 до 30 листопада 1994 з 15 квітня 1998 до 31 травня 1999 року, з 22 березня 2000 до 26 липня 2001 і з 27 квітня 2006 до 18 серпня 2008, після відмови від влади короля Г'янендра з 15 січня 2007 по 23 липня 2008 — виконувач обов'язків Президента Непалу.

## Життєпис
Народився 20 лютого 1925 року в Британській Індії. Закінчив Делійський університет у місті Делі, Індія. Дядько непальської революціонерки Шайладжи Ачар'ї.

## Політична діяльність
У 1947 році розпочав свою політичну кар'єру в профспілках.
У 1948 році заснував Nepal Mazdoor Congress, пізніше перейменований в Непальський конгрес тред-юніонів. Брав участь у створенні партії Непальський Конгрес.
У 1952—1960 рр. — голова партії Непальський Конгрес в провінції Моранґ.
У 1960—1967 рр. — був ув'язнений за звинуваченням у підготовці повалення короля Махендра.
До 1979 року після звільнення разом з іншими партійними активістами перебував в політичному вигнанні в Індії.
У 1975—1991 рр. — генеральний секретар партії Непальський конгрес.
На перших демократичних виборах в 1991 р обраний до Установчих зборів (парламент) Непалу.
У 1991—1994 рр. — обраний прем'єр-міністром Непалу. У ці роки були прийняті рішення про лібералізацію освіти, засобів масової інформації та охорони здоров'я, засновані ряд вищих навчальних та медичних закладів. Наприклад, за сприяння уряду КНР була відкрита онкологічна клініка в Бхаратпур.
У 1998—1999 рр. — вдруге на посаді прем'єр-міністра спочатку в уряді меншості, а потім в коаліції з Комуністичною партією Непалу.
У 2000—2001 рр. — прем'єр-міністр Непалу, після того як з групою своїх прихильників домігся відставки Крішни Прасад Бхаттараї, що призвело до перемоги Непальського Конгресу на парламентських виборах. У цей період активізувалася громадянська війна з маоїстською комуністичною партією, уряд звинувачувався в корупції. Після розстрілу короля Бірендри і членів його сім'ї під вантажем обвинувачень в нездатності поліпшити стан справ в країні йде у відставку.
У 2002—2007 рр. — Непальський конгрес був розколотий: ліве крило на чолі з Шер Бахадур Деуба створило окрему партію Непальський конгрес (демократичний); консервативне крило продовжував очолювати Гіріджа Коїрала.
У 2006—2008 рр. — прем'єр-міністр Непалу, затверджений коаліцією семи партій.
У 2007—2008 рр. — після введення в дію тимчасової Конституції, — одночасно виконував обов'язки глави держави.

## У відставці
Після червневих виборів 2008 року в Установчі збори пропонувався Непальським конгресом на посаду прем'єр-міністра, однак перемогла в ході голосування Об'єднана комуністична партія Непалу (маоістська), яка відкинула цю пропозицію. Заснував демократичний фронт, який об'єднує політичні сили, які виступають за зміцнення демократії та лібералізацію політичного життя у Непалі.
Помер 20 березня 2010 року у місті Катманду, Непал.